# Беверлі Джонсон
Беверлі Енн Джонсон (англ. Beverly Ann Johnson, нар. 13 жовтня 1952, Баффало, Нью-Йорк) — американська модель, акторка, співачка, кінопродюсерка й підприємиця. Перша афроамериканська модель, яка з'явилася на обкладинці американського Vogue у серпні 1974 року. У 1975 стала першою чорношкірою жінкою, яка з'явилася на обкладинці французького Elle. У 2012 була зіркою реаліті-серіалу Беверлі Аншлаг, що транслювався на телеканалі Опри Вінфрі (OWN). У 2008 газета New York Times назвала Джонсон однією із найвпливовіших людей у сфері моди XX століття.

## Життя та кар'єра
Народившись першою з двох дітей Глорії Джонсон, техніка-хірурга, виросла у родині середнього класу в Баффало, Нью-Йорк. У молодості була чемпіонкою з плавання і мріяла стати адвокаткою. Відвідувала середню школу Беннета, яку закінчила у 1969 році. Після середньої школи продовжила вивчати кримінальне правосуддя в Північно-східному університеті. 
Під час навчання в коледжі спробувала бути моделлю під час літніх канікул у 1971 році. Вона швидко отримала завдання з Glamour і почала стабільно працювати. Згодом з’явилася на обкладинках понад 500 журналів, у тому числі серпневого випуску Vogue за 1974 рік, ставши першою афроамериканською моделлю для обкладинки журналу для американського видання після обкладинки Доняла Луни для британського Vogue 1966 року. Її поява на обкладинці змінила ідеал краси в американській моді, і до 1975 року кожен великий американський модельєр почав використовувати афроамериканських моделей.

## Фільмографія
| Рік  | Назва                                       | Оригінальна назва                                   | Роль                   | Примітки           |
| ---- | ------------------------------------------- | --------------------------------------------------- | ---------------------- | ------------------ |
| 1975 | Смертельний герой                           | Deadly Hero                                         |                        |                    |
| 1977 | Барон                                       | The Baron                                           | Приймач                |                    |
| 1978 | Криза в Сонячній Долині                     | Crisis in Sun Valley                                | Беверлі                | Телевізійний фільм |
| 1979 | Ашанті                                      | Ashanti                                             | Доктор Ананса Ліндербі |                    |
| 1980 | Небо сіре                                   | The Sky Is Gray                                     | Мати Джона Лі          | Телевізійний фільм |
| 1993 | Заряджена зброя 1                           | Loaded Weapon 1                                     | Доріс Люгер            |                    |
| 1993 | Людина-метеор                               | The Meteor Man                                      | Жінка лікар            |                    |
| 1993 | Вбивства дівчат з обкладинки                | The Cover Girl Murders                              | Міхаела                | Телевізійний фільм |
| 1993 | Таємниця Перрі Мейсона : Справа злих дружин | A Perry Mason Mystery: The Case of the Wicked Wives | Джейн Марлоу Моррісон  | Телевізійний фільм |
| 1994 | Блискуче маскування                         | A Brilliant Disguise                                | Барбара                |                    |
| 1995 | Рей Александер: Меню для вбивства           | Ray Alexander: A Menu for Murder                    | Алана Дюранд           | Телевізійний фільм |
| 1996 | Перехресні світи                            | Crossworlds                                         | Королева               | відео              |
| 1997 | Справжня помста                             | True Vengeance                                      | Лейтенант Када Вілсон  | відео              |
| 1997 | Як стати гравцем від Def Jam                | Def Jam's How to Be a Player                        | Робін                  |                    |
| 1998 | 54                                          | 54                                                  | Покровитель Елейн      |                    |
| 2000 |                                             | Down 'n Dirty                                       | Сандра Коллінз         |                    |
| 2002 | Перехрестя                                  | Crossroads                                          | Мама Кіта              |                    |
| 2012 | Хороші вчинки                               | Good Deeds                                          | Бренда                 |                    |

## Дивитися також
- Liberian Girl